# Nine Lives (album)
Nine Lives dvanaesti je studijski album američke hard rock skupine Aerosmith koji izlazi u ožujku 1997.g. Producent na ovom Aerosmithovom materijalu bio je Kevin Shirley i njihov je prvi studijski album nakon 1982. i izlaska Rock in a Hard Place kojeg nanovo objavljuje diskografska kuća "Columbia Records". Probija se na #1 "Billboardove" Top ljestvice i skladba "Pink" odnosi "Grammy" pobjedu u kategoriji "najbolja vokalna rock duo izvedba".

## Popis pjesama
1. "Nine Lives" (Steven Tyler, Joe Perry, Marti Frederiksen) – 4:01
2. "Falling in Love (Is Hard on the Knees)" (Tyler, Perry, Glen Ballard) – 3:26
3. "Hole in My Soul" (Tyler, Perry, Desmond Child) – 6:10
4. "Taste of India" (Tyler, Perry, Ballard) – 5:53
5. "Full Circle" (Tyler, Taylor Rhodes) – 5:01
6. "Something's Gotta Give" (Tyler, Perry, Frederiksen) – 3:37
7. "Ain't That a Bitch" (Tyler, Perry, Child) – 5:25
8. "The Farm" (Tyler, Perry, Mark Hudson, Steve Dudas) – 4:27
9. "Crash" (Tyler, Perry, Hudson, Dominik Miller) – 4:26
10. "Kiss Your Past Good-Bye" (Tyler, Hudson) – 4:32
11. "Pink" (Tyler, Richard Supa, Ballard) – 3:55
12. "Attitude Adjustment" (Tyler, Perry, Frederiksen) – 3:45
13. "Fallen Angels" (Tyler, Perry, Supa) – 8:18

### Bonus skladbe (internationalna verzija)
1. "Falling Off" (Tyler, Perry, Frederiksen) - 3:02

### Bonus skladbe (Japanska verzija)
1. "Falling Off" (Tyler, Perry, Frederiksen) - 3:02
2. "Fall Together" (Tyler, Hudson, Greg Wells, Dean Grakal) - 4:38

### Bonus skladbe (Argentinska verzija)
1. "Falling Off" (Tyler, Perry, Frederiksen) - 3:02
2. "I Don't Want to Miss a Thing" (Diane Warren) - 4:56

## Osoblje
Aerosmith
- Tom Hamilton – bas-gitara, Chapman stick
- Joey Kramer – bubnjevi
- Joe Perry – prva gitara, vokal, cimbala, slajd gitara
- Steven Tyler – prvi vokal, usna harmonika, klavijature, udaraljke, cimbala
- Brad Whitford – ritam gitara

Gostujući glazbenici
- David Campbell – dirigent
- Ramesh Misra – sarangi
- John Webster – klavijature

Ostalo osoblje
- Producent: Aerosmith, Kevin Shirley
- Projekcija: Mark Hudson, Joe Perry, Rory Romano, Elliot Scheiner, Kevin Shirley, Steven Tyler
- Asistent projekta: Rory Romano
- Mix: Elliot Scheiner, Kevin Shirley
- Mastering: Leon Zervos
- Programiranje: Sander Selover
- Aranžer roga: David Campbell, Steven Tyler
- Gudački aranžer arrangements: David Campbell
- Gitarski tehničar: Lisa Sharken, Jim Survis
- Producent projekta: David Frangioni
- Art direkcija: Christopher Austopchuk, Gail Marowitz
- Foto art direkcija: Christopher Austopchuk, Gail Marowitz
- Fotografija: F. Scott Schafer
- Kaligrafija: Jeanne Greco
- Stilist: Fiona Williams-Chappel

## Top liste
Album - Billboard (Sjeverna Amerika)
| Godina | Top lista           | Pozicija |
| ------ | ------------------- | -------- |
| 1997.  | The Billboard 200   | #1       |
| 1997.  | Top Canadian Albums | #2       |

Singlovi - Billboard (Sjeverna Amerika)
| Godina | Singl                                    | Top lista              | Pozicija |
| ------ | ---------------------------------------- | ---------------------- | -------- |
| 1997.  | "Falling in Love (Is Hard on the Knees)" | Mainstream Rock Tracks | #1       |
| 1997.  | "Falling in Love (Is Hard on the Knees)" | Top 40 Mainstream      | #29      |
| 1997.  | "Falling in Love (Is Hard on the Knees)" | The Billboard Hot 100  | #36      |
| 1997.  | "Hole in My Soul"                        | Mainstream Rock Tracks | #4       |
| 1997.  | "Hole in My Soul"                        | The Billboard Hot 100  | #51      |
| 1997.  | "Hole In My Soul"                        | Top 40 Mainstream      | #63      |
| 1997.  | "Nine Lives"                             | Mainstream Rock Tracks | #37      |
| 1997.  | "Pink"                                   | Mainstream Rock Tracks | #1       |
| 1997.  | "Pink"                                   | Top 40 Mainstream      | #23      |
| 1997.  | "Taste of India"                         | Mainstream Rock Tracks | #3       |
| 1998.  | "Pink"                                   | The Billboard Hot 100  | #27      |

## Certifikat
| Organizacija  | Naklada       | Datum             |
| ------------- | ------------- | ----------------- |
| RIAA - SAD    | Zlatni        | 16. svibnja 1997. |
| RIAA - SAD    | Platinasti    | 6. svibnja 1997.  |
| RIAA - SAD    | 2x Platinasti | 8. lipnja 1998.   |
| ABPD - Brazil | Zlatni        | 1999.             |
| ABPD - Brazil | Platinasti    | 2007.             |

## Nagrade
Grammy Awards
| Godina | Dobitnik | Kategorija                        |
| ------ | -------- | --------------------------------- |
| 1998.  | "Pink"   | najbolja vokalna rock duo izvedba |

## Vanjske poveznice
- Nine Lives
- discogs.com - Aerosmith - Nine Lives